# لوثنا (کوردوبا)
لوثنا (به اسپانیایی: Lucena) یک دهستان در اسپانیا است که در استان کوردوبا (اسپانیا) واقع شده‌است. لوثنا ۳۵۱ کیلومتر مربع مساحت و ۴۲٬۲۴۸ نفر جمعیت دارد و ۴۸۵ متر بالاتر از سطح دریا واقع شده‌است.